# إيرلينغ هالاند
إيرلينغ براوت هالاند (بالنرويجية: Erling Braut Håland ويُلفظ اسمه بالنرويجية: هولاند) (مواليد 21 يوليو 2000) هو لاعب كرة قدم نرويجي يلعب مهاجمًا لنادي مانشستر سيتي في الدوري الإنجليزي الممتاز و‌المنتخب النرويجي. يُعتبر أحد أفضل اللاعبين في العالم، وهو معروف بسرعته وقوته وحسن تمركزه وإنهائه داخل منطقة الجزاء. ويحمل هالاند الرقم القياسي لأكبر عدد من الأهداف التي سجلها لاعب في موسم واحد بالدوري الممتاز برصيد 36 هدفا.
قادمًا من نظام الشباب، لعب هالاند على مستوى الكبار مع نادي برينه الاحتياطي والفريق الأول. ثم انتقل بعد ذلك إلى نادي مولده في عام 2017 (كان يلعب أيضًا لفريقه الرديف)، حيث أمضى معهم موسمين. وقع هالاند مع فريق ريد بل سالزبورغ في الدوري النمساوي في يناير 2019، وفاز بلقبين للدوري وكأس النمسا مرة واحدة. في ديسمبر 2019، انتقل إلى نادي بوروسيا دورتموند في الدوري الألماني، حيث فاز بلقب كأس ألمانيا في موسم 2020–21. في صيف عام 2022، انتقل إلى مانشستر سيتي مقابل رسوم قدرها 60 مليون يورو (51.2 مليون جنيه إسترليني)، وكان له دور فعال في فوز النادي بالثلاثية القارية في موسمه الأول. حصل هالاند على جائزة أفضل لاعب شاب في الدوري الإنجليزي الممتاز وجائزة لاعب الموسم في الدوري الإنجليزي الممتاز، ليصبح أول لاعب يفوز بالجائزتين في نفس العام.
فاز هالاند بالعديد من الجوائز الفردية وحطم العديد من الأرقام القياسية خلال مسيرته. خلال موسم 2019–20 مع سالزبورغ، أصبح أول مراهق يسجل هدف في خمس مباريات متتالية في دوري أبطال أوروبا. وكان هداف دوري أبطال أوروبا للموسمين 2020–21 و2022–23. في عام 2020، فاز هالاند بجائزة الفتى الذهبي، بينما حصل في عام 2021 على جائزة أفضل لاعب في الدوري الألماني وتم إدراجه في قائمة فيفبرو في عامي 2021 و2022. مع مانشستر سيتي، حطم أيضًا الأرقام القياسية في الدوري الإنجليزي الممتاز، بما في ذلك أكثر عدد من الأهداف المسجلة في موسم واحد، وأسرع لاعب يسجل هاتريك مرتين وثلاث وأربع مرات، وأول لاعب في تاريخ الدوري يسجل هاتريك في ثلاث مباريات متتالية على أرضه.
بعد كأس العالم تحت 20 سنة لعام 2019، والتي فاز فيها هالاند بالحذاء الذهبي للبطولة بعد أن سجل تسعة أهداف في مباراة واحدة، شارك لأول مرة مع المنتخب النرويجي الأول في سبتمبر 2019.

## مسيرته الكروية

### برينه
انضمَّ هالاند إلى نادي برينه الذي ينشطُ في النرويج. لعبَ موسم 2015–16 كاحتياطي في صفوف الفريق الثاني وسُرعان ما لفت الأنظار بعدما نجحَ في تسجيلِ 18 هدفًا في 14 مباراة. صعدَ آرلينغ هالاند للدفاع عن ألون الفريق الأول؛ وصار لاعبًا رسميًا في التشكيلة حيثُ خاض أول مبارياته مع فريقه برينه في الثاني عشر من أيّار/مايو من عام 2016–هو في سنّ الخامسة عشر–ضدَّ نادي رانهايم.

### مولده

#### موسم 2017
أعلنَ نادي مولده في الأول من شباط/فبراير 2017 عن توقيعِ عقدٍ مع اللاعب النرويجي آرلينغ هالاند قادمًا من نادي برينه. ظهر هالاند مع فريقه الجديد لأوّل مرة في السادس والعشرين من نيسان/أبريل 2017 في مباراة كأس النرويج ضد نادي فولدا؛ وفيها سجَّل هدفه الأول في المباراة التي انتهت بـ 2–2 لصالحِ مُولْدَهْ. أول مباراةٍ له في الدوري كانت في الرابع من حزيران/يونيو 2017 عندما دخل كبديلٍ في الدقيقة 71 ضد ساربسبورغ 08؛ فتلقى بطاقة صفراء بعد 65 ثانية من دخوله؛ ومع ذلك فقد تمكَّن في الدقيقة 77 من توقيع هدف الفوز الذي كان أول أهدافه في الدوري النرويجي الممتاز. سجَّل هالاند هدفه الثاني في الدوري في 17 أيلول/سبتمبر وذلك في المباراة التي فاز فيها فريقه بـ 3–2 أمامَ نادي فيكينغ. في أعقابِ هدفه ذاك؛ تلقى آرلينغ هالاند انتقاداتٍ من زميله في الفريق بيورن سيورذارسون وذلك بسببِ طريقة احتفاله أمام أنصار نادي فيكينغ. أنهى هلاند الموسم الأول مع مولده برصيدِ 4 أهدافٍ في 20 مباراة.

#### موسم 2018

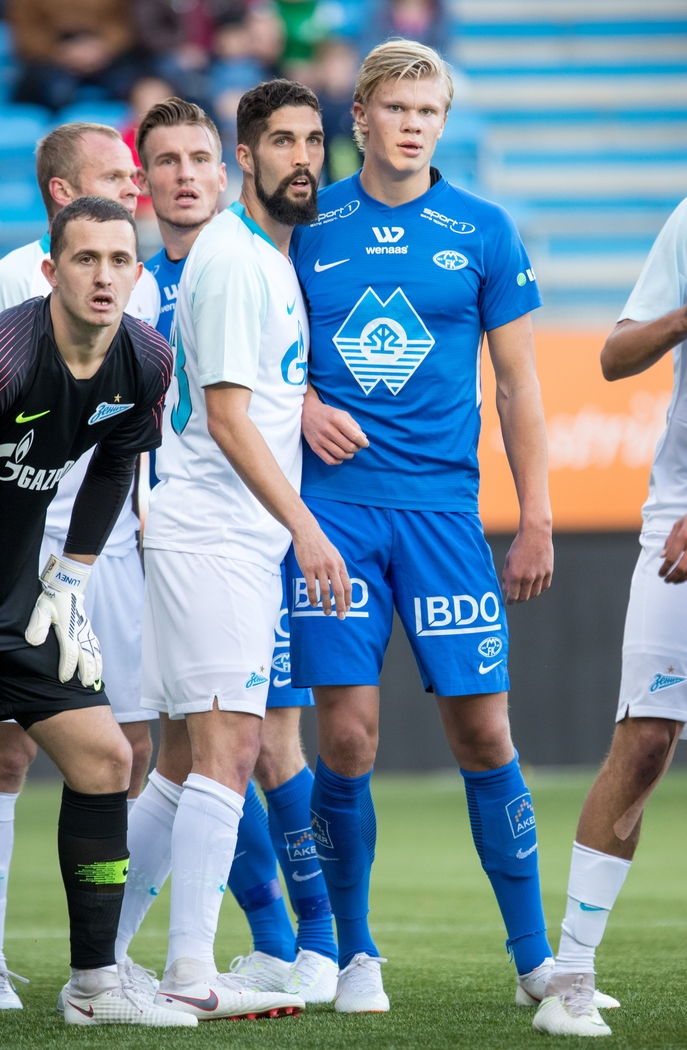
آرلينغ هالاند (يمين) في مباراةٍ أمام زينيت سان بطرسبرغ في دوري أبطال أوروبا في أغسطس 2018

سجَّل هالاند في الأول من تمّوز/يوليو من عام 2018 أربع أهدافٍ ضد نادي بران وذلك في أول 21 دقيقةٍ من المباراة ليضمن لفريقه الفوز برباعيّة نظيفةٍ خارج أرضه على متصدر الدوري الذي لم يُهزم في ذلك الوقت. في تلك المباراة؛ كان كَشَّافة نادي مانشستر يونايتد حاضرين؛ ومباشرةً بعد المباراة؛ قارنَ أوله غونار سولشار–الذي سيُصبح فيما بعد مدربًا لمانشستر–مدرب مولده حينها أسلوب لعب هالاند بطريقةِ لعب الدولي البلجيكي روميلو لوكاكو؛ كاشفًا أن النادي النرويجي قد رفضَ عدة عروض لضمِّ هالاند من أندية مختلفة لكنّه لم يُسمِّها.
في المباراة التالية في الثامن من تمّوز/يوليو؛ واصلَ هالاند مسيرته التهديفيّة حيثُ سجّل هدفين ساعد بهما فريقه في اكتساحِ نادي فوليرينغا بخمسةِ أهدافٍ مقابل واحد، كما سجل هدفًا في الدوري الأوروبي في المبارة التي جمعت فريقه بنادي لاتشي وانتهت لصالح الأول بثلاثية نظيفة. بسببِ التواءٍ في الكاحل؛ لم يُشارك هالاند في مباريات مولده الثلاث الأخيرة في الدوري من هذا الموسم. وعن أدائه في الدوري النرويجي الممتاز لعام 2018؛ حصل هالاند على جائزة أفضل لاعب، كما أنهى الموسم كأفضلِ هدافٍ لفريقه برصيد 16 هدفًا في 30 مباراة في جميع المسابقات. بعد كل ما قدمه؛ حاولت بعضُ الأندية التعاقد معه بشكل رسمي وكان ريد بول سالزبورغ الأكثر جديّة في هذه المسألة بينما قالت مصادر صحفيّة أخرى إن اللاعب كان تحتَ أعين ليدز يونايتد.

### ريد بول سالزبورغ

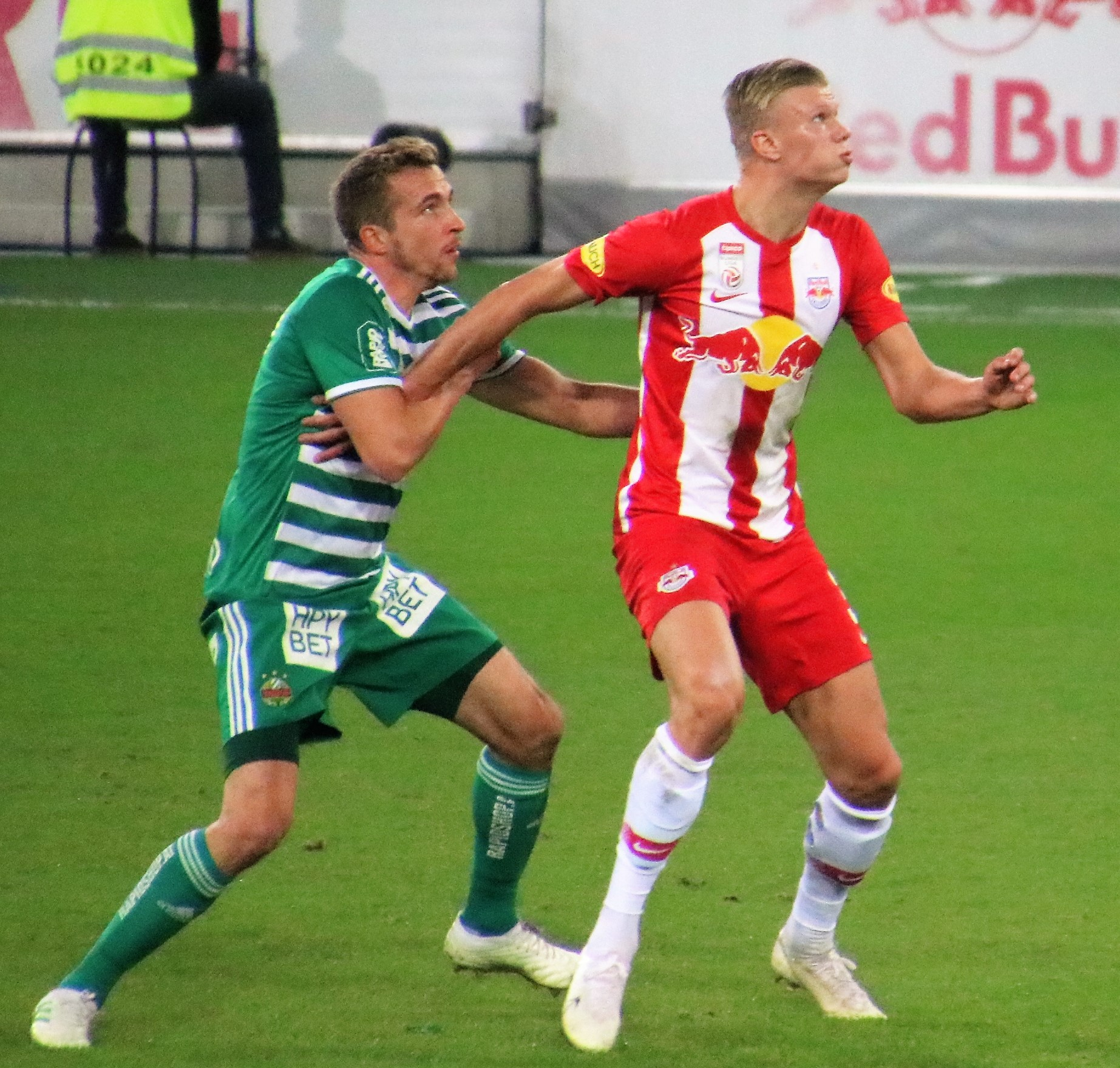
آرلينغ هالاند (يمين) رُفقة ريد بول سالزبورغ عام 2019.

أعلنَ نادي ريد بول سالزبورج النمساوي في التاسع عشر من آب/أغسطس 2018 عن تعاقده مع الدولي النرويجي آرلينغ هالاند الذي سينضمُّ رسميًا للفريق في الأول من كانون الثاني/يناير 2019 وذلك بعدما وقَّع على عقدٍ يمتدُّ لخمس سنوات. نجحَ هالاند في التاسع عشر من تمّوز/يوليو 2019 في التوقيعِ على أول هاتريك له مع فريقه الجديد في المباراة التي سحقَ فيها ريد بول سالزبورغ نظيرهُ بارن دورف بسباعيّة مقابل هدفٍ وحيد، ثم وقَّع في العاشر من آب/أغسطس على ثاني هاتريكٍ له والأول في بوندسليغا النمسا في المبارة التي فازَ فيها فريقه بخمسة أهدافٍ مُقابل هدفين أمام نادي فولفسبيرغر. استمرَّ آرلينغ هالاند في تقديمِ مردودٍ جيدٍ؛ حيث نجح من جديدٍ في التوقيع على هاتريك هو الثالث له مع الفريق النمساوي وذلك في الرابع عشر من أيلول/سبتمبر في المباراة التي انتهت بـ 7–2 لصالحِ ريد بول سالزبورغ على حِساب تي إس في هارتبرغ؛ ليصل بذلك هالاند للهدف رقم 11 في الدوري في سبع مبارياتٍ فقط. بعد ثلاثة أيامٍ فقط؛ تمكّن هالاند من التوقيع على هاتريك آخر–هو الرابع له مع الفريق النمساوي–لكن هذه المرّة في دوري أبطال أوروبا أمام جينك في المباراة التي انتهت بـ 6–2 لصالح ريد بول سالزبورغ.
أصبحَ هالاند ثاني لاعب في تاريخ دوري الأبطال يُسجِّل في أول ثلاث مبارياتٍ يخوضها في المسابقة بعد الدولي الفرنسي كريم بنزيما الذي كان قد سجّل هدفًا أمام ليفربول وهدفين أمام نابولي، كما أصبحَ أول لاعبٍ يُسجِّل ما يصل إلى ستة أهداف في أول ثلاث مبارياتٍ له في دوري الأبطال. سجَّل هالاند فيما بعدُ هدفًا في شباكِ نابولي ليكون بذلك أصغر لاعبٍ يُسجِّلُ في أربع مباريات متتالية والرابع الذي يحقق هذا الإنجاز بعد زي كارلوس و‌أليساندرو دل بييرو و‌دييغو كوستا. سجل الدولي النرويجي هدفًا آخر في السابع والعشرين من تشرين الثاني/نوفمبر من نفس العام أمام جينك مُسجِّلًا بذلك في خمسِ مبارياتٍ متتاليةٍ في البطولة ومنضمًا لقائمة اللاعبين الذين نجحوا في تحقيق هذا الإنجاز وهم أليساندرو ديل بييرو، سيرجي ريبروف، نيمار، كريستيانو رونالدو و‌روبرت ليفاندوفسكي.

### بوروسيا دورتموند
تعاقدَ بوروسيا دورتموند مع آرلينغ هالاند قبل يومينِ من إغلاق نافذة الانتقالات الشتوية وذلك في صفقةٍ بلغت قيمتها 20 مليون يورو مع توقيعِ عقدٍ لمدة أربع سنوات ونصف.

#### موسم 2019–20
ظهر اللاعب النرويجي لأول مرة مع الفريقِ الألماني في مباراةٍ أمام اوغسبورغ في الثامن عشر من كانون الثاني/يناير 2020؛ حيث دخل كبديلٍ في الدقيقة 56 ونجحَ في تسجيل ثلاثية في غضون 23 دقيقة ما مكّن فريقه من الفوز بـ 5–3. في غضون ذلك؛ أصبحَ هالاند ثاني لاعبٍ في تاريخ دورتموند يُسجِّل ثلاثة أهدافٍ في أول مباراة له مع النادي في البوندسليجا بعد الدولي الغابوني بيير إيمريك أوباميانغ. خلال مباراته الثانية مع بوروسيا دورتموند والتي لُعبت في 24 كانون الثاني/يناير أمام كولن؛ دخل هالاند من جديدٍ كبديلٍ في الدقيقة 65 فسجل هدفًا أول بعد 12 دقيقةً من دخوله وهدفًا ثانيًا في وقتٍ لاحقٍ ما ساعدَ فريقه في الفوزِ في تلك المباراة بـ 5 أهدافٍ مقابل واحد. أصبحَ هالاند أول لاعبٍ في البوندسليجا يُسجٍّل خمسة أهدافٍ في أول مباراتين له؛ كما أصبحَ أسرع لاعب يصل إلى هذا العدد من الأهداف وذلك في 56 دقيقة فقط. سجل هالاند في الثامن عشر من شباط/فبراير 2020 هدفينِ قاد بهما فريقه للفوز على باريس سان جيرمان لحساب ذهاب دور الستة عشر من دوري أبطال أوروبا؛ ليصل بذلك الشاب النرويجي لـ 10 أهدافٍ كاملةٍ في دوري أبطال أوروبا في أول سبع مباريات له بما في ذلك ثمانية أهداف مع ريد بول سالزبورغ وهدفين مع بوروسيا دورتموند.
بعد عودة البوندسليجا خلال جائحة فيروس كورونا المستمرة، سجل هالاند الهدف الأول لكرة القدم الألمانية منذ التوقف في أواخر مارس، حيث سجل في مباراة الفوز 4–0 على شالكه 04 في 16 مايو. كان هذا هدفه العاشر في الموسم في الدوري الألماني. في 20 يونيو 2020، سجل هالاند هدفين في مباراة الفوز 2–0 على آر بي لايبزيغ لتأمين التأهل لدوري أبطال أوروبا لدورتموند في الموسم التالي. اختتم هالاند موسم 2019–20 برصيد 44 هدفًا في 40 مباراة مع الأندية في جميع المسابقات التي لعبت مع كل من سالزبورغ ودورتموند.

#### موسم 2020–21

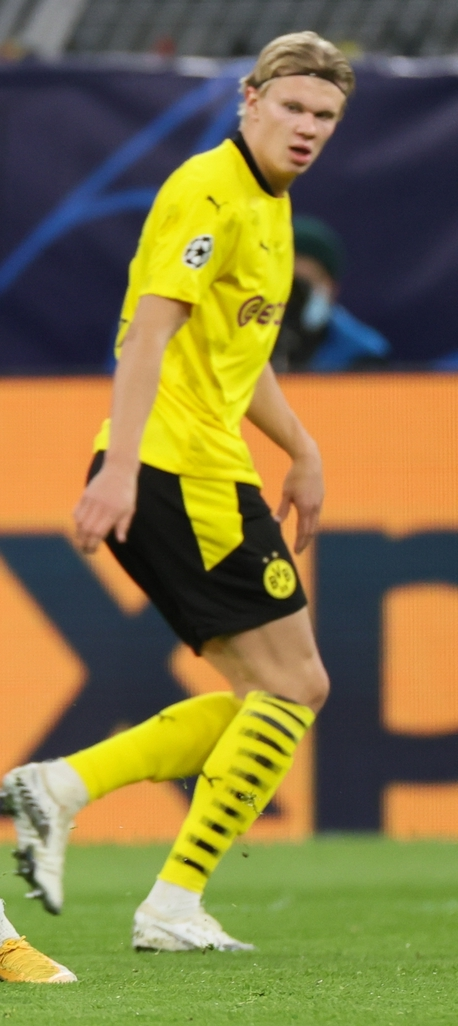
هالاند يلعب في بوروسيا دورتموند في 2020

في 19 سبتمبر 2020، في أول مباراة لدورتموند في الموسم الجديد، سجل هالاند ثنائية في الفوز 3–0 على بوروسيا مونشنغلادباخ. سجل هدف التعادل لفريقه في هزيمتهم 2–3 في دير كلاسيكر أمام بايرن ميونخ في كأس السوبر الألماني في 30 سبتمبر، ووجد الشباك مرة أخرى ضد بايرن عندما التقى الفريقان في الدوري في 7 نوفمبر، حيث خسر دورتموند 2–3 مرة أخرى. في 21 نوفمبر، سجل هالاند أربعة أهداف في 32 دقيقة من فوزه 5–2 خارج ملعبه أمام هرتا برلين. هذه الأهداف الخمسة في شهر نوفمبر جعلته يتوج بجائزة لاعب الشهر في الدوري الألماني للمرة الثانية.
واصل هالاند إنجازاته التهديفية في دوري أبطال أوروبا. سجل ست مرات في أول أربع مباريات لدورتموند في دور المجموعات 2020–21، مع ثنائيته في الفوز 3–0 على كلوب بروج في 24 نوفمبر مما جعله أسرع لاعب يسجل خمسة عشر (ثم ستة عشر) هدفًا في دوري أبطال أوروبا. لقد وصل إلى هذا الرقم في مباراته رقم 12 فقط في المسابقة. قبل ساعات من مباراة دورتموند الخامسة في المجموعات ضد لاتسيو في 2 ديسمبر، أعلن النادي أن هالاند تعرض لإصابة في أوتار الركبة، مما سيبقيه خارج الملاعب حتى العام الجديد.
عاد هالاند إلى الفريق في مباراته ضد فولفسبورغ في 3 يناير 2021. سجل هدفين خارج ملعبه ضد آر بي لايبزيغ في الفوز 3–1 في 9 يناير، وسجل هدفين آخرين في هزيمة دورتموند 2–4 أمام بوروسيا مونشنغلادباخ في 22 يناير. في 17 فبراير، سجل هالاند هدفين ومرر تمريرة حاسمة في فوز دورتموند 3–2 خارج أرضه على إشبيلية في ذهاب دور الـ16 من دوري أبطال أوروبا، ليرتفع رصيده الإجمالي في المسابقة إلى ثمانية عشر هدفًا في 13 مباراة فقط لعبها. في مباراة دورتموند في الدوري الألماني ضد بايرن على ملعب أليانز أرينا في 6 مارس، سجل هالاند هدفين خلال الدقائق العشر الأولى ليمنح فريقه التقدم 2–0. ومع ذلك، تم استبداله في الشوط الثاني بعد تعرضه لإصابة، حيث انتعش بايرن ليفوز بالمباراة 4–2. كان هدف هالاند الثاني هو رقم 100 في مسيرته الكروية، ووصل إلى هذا الإنجاز في 146 مباراة فقط.
سجل هالاند ثنائية أخرى ضد إشبيلية في مباراة إياب دورتموند في 9 مارس، حيث تعادل فريقه 2–2 وتقدم إلى ربع نهائي دوري أبطال أوروبا 5–4 في مجموع المباراتين. مع لعب أربع عشرة مباراة فقط، جعله هذا اللاعب الأسرع والأصغر الذي يصل إلى عشرين هدفًا في المسابقة، كما أصبح أول لاعب يسجل أكثر من هدف في أربع مباريات متتالية في دوري أبطال أوروبا. بعد غيابه عن مباراتين بسبب كدمات عميقة، عاد هالاند إلى تشكيلة دورتموند الأساسية في 13 مايو في نهائي كأس ألمانيا 2021؛ وسجل هدفين في فوز فريقه 4–1 على آر بي لايبزيغ، وبذلك حصل على لقبه الأول مع النادي. أنهى الموسم بتسجيله 41 هدفًا في جميع المسابقات، بما في ذلك 27 في الدوري، وفاز بجائزة أفضل لاعب في الدوري الألماني، وأنهى الموسم كأفضل هدافي دوري أبطال أوروبا برصيد عشرة أهداف، وتم منحه لاحقًا جائزة أفضل مهاجم في المسابقة لهذا الموسم.

#### موسم 2021–22
بدأ هالاند موسم 2021–22 بثلاثية بهاتريك على فيهين فيسبادن في الجولة الأولى من كأس ألمانيا في 7 أغسطس 2021. بعد أسبوع، في الجولة الأولى من الدوري الألماني، سجل هدفين وصنع ثلاثة أهداف في فوز دورتموند على آينتراخت فرانكفورت 5–2.

### مانشستر سيتي

#### 2022–23: الموسم الأول وتحطيم الأرقام القياسية والثلاثية القارية

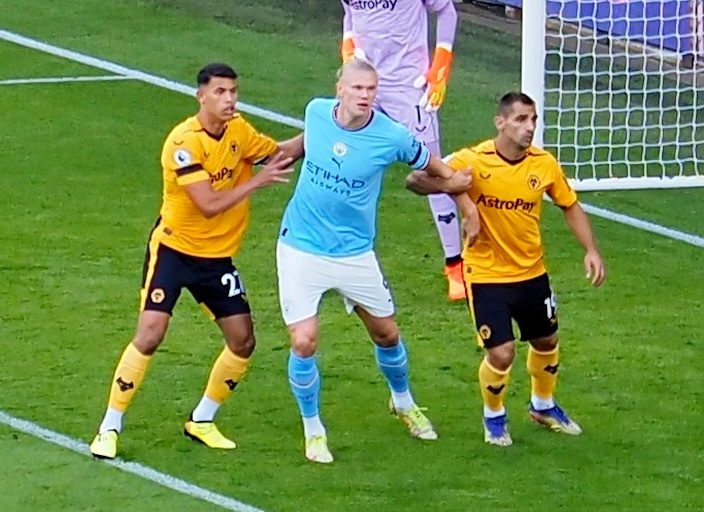
هالاند (وسط) يلعب لمانشستر سيتي ضد وولفرهامبتون واندررز في عام 2022

في 10 مايو 2022، أعلن نادي مانشستر سيتي الإنجليزي توصله لاتفاق لضم هالاند بعد دفع شرطه الجزائي البالغة قيمته 60 مليون يورو. في 13 يونيو 2022، أعلن مانشستر سيتي أن اللاعب سينضم إلى صفوفه في فاتح يوليو 2022 وذلك بموجب عقد مدته خمس سنوات. شارك لأول مرة في 30 يوليو، حيث لعب 90 دقيقة في المباراة التي انتهت بالهزيمة 3–1 أمام ليفربول في درع الاتحاد الإنجليزي 2022.
في 7 أغسطس 2022، سجل هالاند هدفين في ظهوره الأول في الدوري الإنجليزي الممتاز، ضمن فوز فريقه 2–0 ضد وست هام يونايتد. في 27 أغسطس، سجل هالاند أول هاتريك له في الدوري الإنجليزي الممتاز ضد كريستال بالاس ثم أتبعها بهاتريك آخر بعد ذلك بأربعة أيام في مباراةٍ فاز فيها مانشستر سيتي على نوتينغهام فورست بست أهداف نظيفة، ليصبح بذلك أسرع لاعب يسجل هاترك مرتين في تاريخ الدوري الإنجليزي الممتاز متفوقًا على الرقم القياسي السابق الذي كان 14 مباراة؛ وتم التصويت له لاحقًا كأفضل لاعب في الدوري الإنجليزي الممتاز لشهر أغسطس، وهو أول شهر له يلعب في الدوري.
في 6 سبتمبر، لعب هالاند أول مباراة له مع النادي في دوري أبطال أوروبا ضد نادي إشبيلية الإسباني، وسجل فيها هدفين ليصبح بذلك أول لاعب في تاريخ البطولة يسجل 25 هدفًا في أول 20 مباراة. في مباراة السيتي الثانية في دور المجموعات بعد أسبوع ضد ناديه السابق بوروسيا دورتموند، سجل هالاند مجهود بهلواني في وقت متأخر من المباراة ليضمن لفريقه الفوز بنتيجة 2–1. تم التصويت للفائز لاحقًا كهدف الأسبوع في دوري أبطال أوروبا من قبل المشجعين، وتم اختياره لاحقًا كهدف الموسم في المسابقة من قبل لجنة المراقبين الفنيين في الاتحاد الأوروبي لكرة القدم.
في 2 أكتوبر، أصبح هالاند أول لاعب في تاريخ الدوري الإنجليزي الممتاز يسجل هاتريك في ثلاث مباريات متتالية على أرضه، وذلك في المباراة التي فاز فيها سيتي بنتيجة 6–3 على مانشستر يونايتد والتي قدم فيها أيضًا تمريرتين حاسمتين. كما أصبح أسرع لاعب في تاريخ الدوري يسجل 3 هاتريك محققا هذا الإنجاز في 8 مباريات بالدوري وتجاوز الرقم القياسي السابق البالغ 48 الذي سجله مايكل أوين في عام 1998، بالإضافة إلى تقليص سجل آلان شيرر بتسجيل ثلاث هاتريك في فترة عشر مباريات تم تحديدها خلال موسم 1994–95. ثنائية هالاند في فوز السيتي 3–1 خارج أرضه على ليدز يونايتد في 28 ديسمبر رفعت رصيده إلى 20 هدفًا في 14 مباراة بالدوري، ليصبح أسرع لاعب في التاريخ يصل إلى 20 هدفًا في الدوري الإنجليزي الممتاز ويكسر الرقم القياسي السابق للاعب سندرلاند كيفن فيليبس بسبع مباريات. في 22 يناير 2023، سجل هاتريك رابع لهذا الموسم ضد وولفرهامبتون واندررز، مما منحه إجمالي 25 هدفًا في الدوري الإنجليزي الممتاز بعد 19 مباراة فقط؛ تجاوز هذا أفضل هدافي الموسم السابق، محمد صلاح وسون هيونغ مين، اللذين سجلا 23 هدفًا في الدوري خلال الموسم بأكمله.
في 14 مارس، سجل هالاند خمسة أهداف في مباراة الفوز 7–0 ضد آر بي لايبزيغ، ليعادل ليونيل ميسي ولويز أدريانو كأكثر من سجلوا أهداف في مباراة واحدة في دوري أبطال أوروبا. وبذلك، وصل إلى 39 هدفًا في جميع المسابقات، محطمًا الرقم القياسي المسجل باسم تومي جونسون والذي سجل 38 هدفًا في موسم واحد للسيتي في موسم 1928–29. خلال مباراة مانشستر سيتي في ربع نهائي كأس الاتحاد الإنجليزي ضد بيرنلي بعد أربعة أيام، سجل هالاند سادس هاتريك له هذا الموسم، متجاوزًا 40 هدفًا في جميع المسابقات.
في 11 أبريل، سجل هالاند الهدف الثالث في فوز السيتي 3–0 على بايرن ميونخ في ربع النهائي، وهو هدفه الخامس والأربعين هذا الموسم عمومًا. حطم هذا الرقم القياسي السابق البالغ 44 هدفًا في جميع المسابقات في موسم واحد للاعب في الدوري الإنجليزي الممتاز والذي كان يحملانه رود فان نيستلروي ومحمد صلاح. مرر هالاند تمريرتين حاسمتين وهدفًا في فوز فريقه 4–1 على أرضه ضد متصدر الدوري أرسنال في 26 أبريل، مما قلص الفجوة بينهم وبين السيتي في الجدول إلى نقطتين فقط بينما كان الأخير لا يزال لديه مباراتين مؤجلتين. ثم سيسجل هدفه الخمسين في الموسم في جميع المسابقات في 30 أبريل ضد فولهام. أهدافه الستة وتمريرته الحاسمة خلال شهر أبريل جعلته يفوز بجائزة أفضل لاعب في الدوري للمرة الثانية.
في 3 مايو، في مباراة العودة للسيتي ضد وست هام، سجل هالاند هدفه الخامس والثلاثين في الدوري لهذا الموسم، متجاوزًا الرقم القياسي المشترك لشيرر وأندي كول لأكبر عدد من الأهداف المسجلة في موسم واحد من الدوري الإنجليزي الممتاز. وبعد أسبوع، حصل على جائزة أفضل لاعب في إنجلترا من اتحاد كتاب كرة القدم. لقد فاز بهامش قياسي، حيث حصل على 82% من الأصوات متفوقًا على لاعبي أرسنال بوكايو ساكا ومارتين أوديغارد، وأصبح رابع لاعب فقط يحصل على الجائزة في موسمه الأول. وسيستمر أيضًا ليحصد جائزة أفضل لاعب في إنجلترا لهذا العام من قبل زملائه في أغسطس. فاز هالاند بأول لقب له مع مانشستر سيتي بعد أن توج بلقب الدوري الإنجليزي الممتاز 2022–23 في 20 مايو. من خلال صناعة هدف فيل فودين في مباراة التعادل ضد برايتون أند هوف ألبيون في 24 مايو، وصل إلى 44 هدفًا وتمريرة حاسمة في الدوري، وبذلك عادل الرقم القياسي لتييري هنري لأكبر عدد من إجمالي مساهمات الأهداف في موسم الدوري الإنجليزي الممتاز المكون من 38 مباراة. أكسبه موسم هالاند الأول في إنجلترا جائزة الحذاء الذهبي للدوري الإنجليزي الممتاز، بعد حصوله على لقب هداف الدوري، والحذاء الذهبي الأوروبي، الذي يُمنح لأفضل هداف محلي في أوروبا. مع 36 هدفًا في 35 مباراة، سجل الرقم القياسي الجديد لأكبر عدد من الأهداف المسجلة في موسم واحد في الدوري الإنجليزي الممتاز.
لعب هالاند كامل فوز السيتي في نهائي كأس الاتحاد الإنجليزي على مانشستر يونايتد في 3 يونيو، ليحصل على لقبه الثاني مع النادي. ثم لعب 90 دقيقة أخرى في نهائي دوري أبطال أوروبا الأسبوع التالي ضد إنتر ميلان. على الرغم من كفاح هالاند لإحداث تأثير كبير على المباراة، فاز السيتي 1–0 ليفوز بأول لقب لدوري أبطال أوروبا ويحقق ثاني ثلاثية قارية على الإطلاق لفريق إنجليزي. برصيد 12 هدفًا، أنهى هالاند بصدارة هدافي موسم دوري أبطال أوروبا للمرة الثانية. وأصبح ثاني لاعب يفوز بالحذاء الذهبي لدوري أبطال أوروبا مرتين قبل أن يبلغ 23 عامًا، لينضم إلى ليونيل ميسي. تم ترشيحه لاحقًا لجائزة أفضل لاعب في أوروبا، جنبًا إلى جنب مع ليونيل ميسي وزميله في مانشستر سيتي كيفن دي بروين.

#### 2023–24: الموسم الثاني في إنجلترا
بدأ مانشستر سيتي مشواره الجديد في الدوري الإنجليزي الممتاز في 11 أغسطس 2023، حيث سجل هالاند ثنائية في الفوز 3–0 خارج أرضه على بيرنلي الصاعد حديثًا. بعد أيام قليلة، فاز هالاند بأول لقب له هذا الموسم بعد فوز السيتي على إشبيلية الفائز بالدوري الأوروبي في كأس السوبر الأوروبي؛ على الرغم من عدم تسجيله خلال المباراة، إلا أنه سجل ركلة الجزاء الأولى في ركلات الترجيح بعد انتهاء الأشواط الأصلية والإضافية. في 29 أغسطس 2023، حصل هالاند على جائزة أفضل لاعب في إنجلترا، بعد أن تم اختياره سابقًا ضمن فريق الدوري الإنجليزي الممتاز لهذا العام. وبعد يومين، تمكن من الفوز بجائزة أفضل لاعب في أوروبا لهذا العام. بفضل هاتريك وتمريرة حاسمة واحدة ضد فولهام في 2 سبتمبر 2023، أصبح أسرع لاعب يسجل 50 هدفًا في الدوري الإنجليزي الممتاز في 39 مباراة فقط، محطمًا الرقم القياسي المسجل باسم أندي كول البالغ 50 هدفًا في 43 مباراة.

## مسيرته الدولية

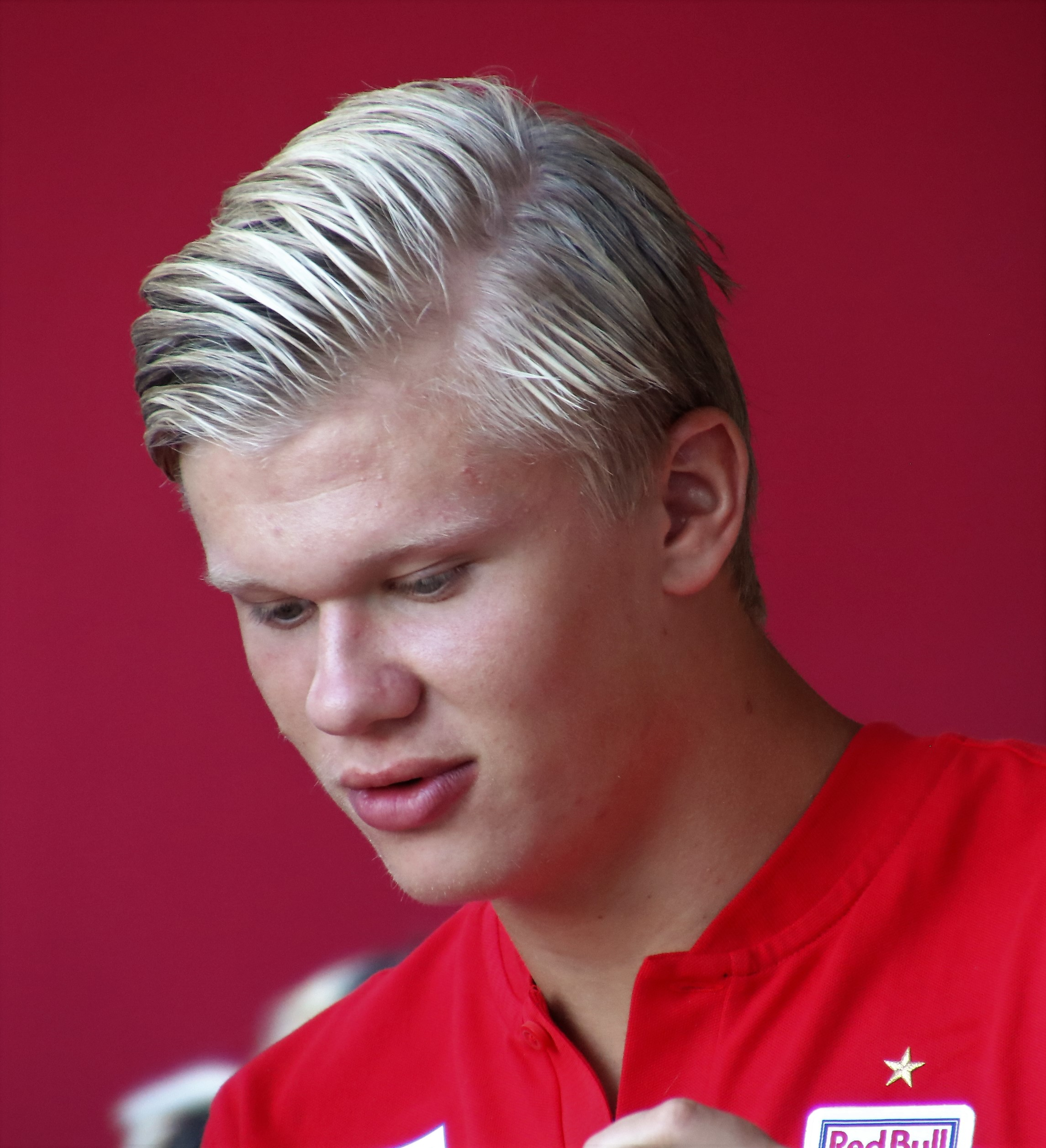
صورة آرلينغ هالاند

على الرغم من أنه كان مؤهلًا للعبِ مع المنتخب الإنجليزي؛ إلا أن آرلينغ هالاند اختار تمثيل منتخب النرويج حيث خاض مع منتخب النرويج تحت 19 عامًا عددًا من المباريات؛ بل وتمكَّن في السابع والعشرين من آذار/مارس من عام 2018 من تسجيلِ هاتريك أمام اسكتلندا في المباراة التي خسرها هذا الأخير بـ 4–5 ما مكَّن النرويج في تأمين تأهلها لبطولة أوروبا تحت 19 عامًا لعام 2018. بحلول 22 تموز/يوليو 2018؛ نجحَ هالاند في تسجيل هدفِ التعادل أمام مُنتخب إيطاليا في المباراة التي انتهت 1–1 في بطولة أوروبا تحت 19 سنة لعام 2018.
تمكَّن هالاند في الثلاثين من أيّار/مايو 2019 من تسجيل تسعة أهدافٍ كاملةٍ مع منتخب النرويج تحت 20 عامًا في المباراةِ التي فاز فيها هذا الأخير بـ 12–0 أمام منتخب هندوراس تحت 20 عامًا وذلك ضمن مباريات الدور الأول من كأس العالم تحت 20 سنة لعام 2019 في لوبلين ببولندا. يُعتبر هذا الانتصار هو الأكبر من نوعه لمنتخب النرويج تحتَ 20 عامًا؛ كما أن هذه النتيجة هي أسوء خسارة تلقَّاها منتخب هندوراس تحت 20 عامًا على الإطلاق؛ فضلًا عن كونها أكبر نتيجة سُجّلت في تاريخ البطولة كما حقَّقَ هالاند رقمًا قياسيًا جديدًا في عدد الأهداف المُسجَّلة في مباراةٍ واحدة في هذه المنافسة. وعلى الرغم من خروجِ منتخب النرويج من دورِ المجموعات؛ وبالتالي عدم مشاركة آرلينغ هالاند في أي مباراةٍ أخرى إلى أن الشاب النرويجي تمكّن من الفوزِ بالحذاء الذهبي بعدما فشل باقي اللاعبين في كسرِ رقمه من حيثُ عدد الأهداف.
بعد الأداء المُثير للإعجابِ في كأس العالم تحت 20 سنة لعام 2019؛ واصل هالاند تألقه مع ريد بول سالزبورغ فسجّل ستة أهداف في المباريات الأربع الأولى من الدوري النمساوي قبل أن يُختَار من قِبل المدرب لارس لاغربك في 28 آب/أغسطس 2019 ضمن التشكيلة الرسميّة لمواجهةِ منتخبي مالطا و‌السويد في تصفيات بطولة أمم أوروبا 2020. وشارك لأول مرة في 5 سبتمبر 2019 ضد مالطا.
في 4 سبتمبر 2020، سجل هالاند هدفه الدولي الأول مع النرويج في مباراة الخسارة 1–2 أمام النمسا في دوري الأمم الأوروبية 2020–21 ب. في 7 سبتمبر 2020، سجل ثنائية في مباراة الفوز 5–1 أمام أيرلندا الشمالية. في 11 أكتوبر 2020، سجل هالاند أول هاتريك دولي له، في فوز النرويج 4–0 على رومانيا في 2020–21 دوري الأمم الأوروبية 2020–21 ب؛ مما رفع رصيده مع المنتخب الأول إلى ستة أهداف في ست مباريات لعبها.

## الإحصائيات

### النادي
آخر تحديث 16 أغسطس 2025.
| النادي           | الموسم   | الدوري                         | الدوري | الدوري  | الكأس الوطني | الكأس الوطني | كأس الدوري | كأس الدوري | أوروبا | أوروبا  | أخرى   | أخرى    | المجموع | المجموع |
| النادي           | الموسم   | الدرجة                         | الظهور | الأهداف | الظهور       | الأهداف      | الظهور     | الأهداف    | الظهور | الأهداف | الظهور | الأهداف | الظهور  | الأهداف |
| ---------------- | -------- | ------------------------------ | ------ | ------- | ------------ | ------------ | ---------- | ---------- | ------ | ------- | ------ | ------- | ------- | ------- |
| برينه 2          | 2015     | الدوري النرويجي الدرجة الرابعة | 3      | 2       | —            | —            | —          | —          | —      | —       | —      | —       | 3       | 2       |
| برينه 2          | 2016     | الدوري النرويجي الدرجة الرابعة | 11     | 16      | —            | —            | —          | —          | —      | —       | —      | —       | 11      | 16      |
| برينه 2          | المجموع  | المجموع                        | 14     | 18      | —            | —            | —          | —          | —      | —       | —      | —       | 14      | 18      |
| برينه            | 2016     | الدوري النرويجي الدرجة الثانية | 16     | 0       | 0            | 0            | —          | —          | —      | —       | —      | —       | 16      | 0       |
| مولده 2          | 2017     | الدوري النرويجي الدرجة الثالثة | 4      | 2       | —            | —            | —          | —          | —      | —       | —      | —       | 4       | 2       |
| مولده            | 2017     | الدوري النرويجي                | 14     | 2       | 6            | 2            | —          | —          | —      | —       | —      | —       | 20      | 4       |
| مولده            | 2018     | الدوري النرويجي                | 25     | 12      | 0            | 0            | —          | —          | 5      | 4       | —      | —       | 30      | 16      |
| مولده            | المجموع  | المجموع                        | 39     | 14      | 6            | 2            | —          | —          | 5      | 4       | —      | —       | 50      | 20      |
| ريد بل زالتسبورغ | 2018–19  | الدوري النمساوي                | 2      | 1       | 2            | 0            | —          | —          | 1      | 0       | —      | —       | 5       | 1       |
| ريد بل زالتسبورغ | 2019–20  | الدوري النمساوي                | 14     | 16      | 2            | 4            | —          | —          | 6      | 8       | —      | —       | 22      | 28      |
| ريد بل زالتسبورغ | المجموع  | المجموع                        | 16     | 17      | 4            | 4            | —          | —          | 7      | 8       | —      | —       | 27      | 29      |
| بوروسيا دورتموند | 2019–20  | الدوري الالماني                | 15     | 13      | 1            | 1            | —          | —          | 2      | 2       | —      | —       | 18      | 16      |
| بوروسيا دورتموند | 2020–21  | الدوري الالماني                | 28     | 27      | 4            | 3            | —          | —          | 8      | 10      | 1      | 1       | 41      | 41      |
| بوروسيا دورتموند | 2021–22  | الدوري الالماني                | 24     | 22      | 2            | 4            | —          | —          | 3      | 3       | 1      | 0       | 30      | 29      |
| بوروسيا دورتموند | المجموع  | المجموع                        | 67     | 62      | 7            | 8            | —          | —          | 13     | 15      | 2      | 1       | 89      | 86      |
| مانشستر سيتي     | 2022–23  | الدوري الإنجليزي               | 35     | 36      | 4            | 3            | 2          | 1          | 11     | 12      | 1      | 0       | 53      | 52      |
| مانشستر سيتي     | 2023–24  | الدوري الإنجليزي               | 31     | 27      | 3            | 5            | 0          | 0          | 9      | 6       | 2      | 0       | 45      | 38      |
| مانشستر سيتي     | 2024–25  | الدوري الإنجليزي               | 31     | 22      | 3            | 1            | 0          | 0          | 9      | 8       | 5      | 3       | 48      | 34      |
| مانشستر سيتي     | 2025–26  | الدوري الإنجليزي               | 1      | 2       | 0            | 0            | 0          | 0          | 0      | 0       | —      | —       | 1       | 2       |
| مانشستر سيتي     | المجموع  | المجموع                        | 98     | 87      | 10           | 9            | 2          | 1          | 29     | 26      | 8      | 3       | 147     | 126     |
| الإجمالي         | الإجمالي | الإجمالي                       | 234    | 198     | 27           | 23           | 2          | 1          | 54     | 53      | 10     | 3       | 327     | 279     |

1. ↑  تشمل كأس النرويج، وكأس النمسا، وكأس ألمانيا
2. ↑  يشمل كأس رابطة الأندية الإنجليزية المحترفة
3. ↑  المباريات في تصفيات الدوري الأوروبي
4. ↑  المباريات في الدوري الأوروبي
5. 1 2 3 4 5  المباريات في دوري أبطال أوروبا
6. 1 2  المباريات في كأس السوبر الألماني
7. ↑  الظهور في درع الاتحاد الإنجليزي
8. ↑  مباراة واحدة في درع الاتحاد الإنجليزي، وواحد في كأس السوبر الأوروبي
9. ↑  مباراة واحدة في درع الاتحاد الإنجليزي، وأربعة في كأس العالم للأندية

### المنتخب
آخر تحديث 18 نوفمبر 2024.
| المنتخب الوطني | العام   | الظهور | الأهداف |
| -------------- | ------- | ------ | ------- |
| النرويج        | 2019    | 2      | 0       |
| النرويج        | 2020    | 5      | 6       |
| النرويج        | 2021    | 8      | 6       |
| النرويج        | 2022    | 8      | 9       |
| النرويج        | 2023    | 6      | 6       |
| النرويج        | 2024    | 10     | 11      |
| المجموع        | المجموع | 39     | 38      |

#### الأهداف الدولية
قائمة الأهداف والنتائج مع منتخب النرويج الأول.
| #  | التاريخ        | المكان                                 | م. | الخصم            | الهدف | النتيجة | المسابقة                       | م.      |
| -- | -------------- | -------------------------------------- | -- | ---------------- | ----- | ------- | ------------------------------ | ------- |
| 1  | 4 سبتمبر 2020  | ملعب أوليفول، أوسلو، النرويج           | 3  | النمسا           | 1–2   | 1–2     | دوري الأمم الأوروبية 2020–21 ب | [ 124 ] |
| 2  | 7 سبتمبر 2020  | ويندسور بارك، بلفاست، أيرلندا الشمالية | 4  | أيرلندا الشمالية | 2–1   | 5–1     | دوري الأمم الأوروبية 2020–21 ب | [ 125 ] |
| 3  | 7 سبتمبر 2020  | ويندسور بارك، بلفاست، أيرلندا الشمالية | 4  | أيرلندا الشمالية | 5–1   | 5–1     | دوري الأمم الأوروبية 2020–21 ب | [ 125 ] |
| 4  | 11 أكتوبر 2020 | ملعب أوليفول، أوسلو، النرويج           | 6  | رومانيا          | 1–0   | 4–0     | دوري الأمم الأوروبية 2020–21 ب | [ 126 ] |
| 5  | 11 أكتوبر 2020 | ملعب أوليفول، أوسلو، النرويج           | 6  | رومانيا          | 3–0   | 4–0     | دوري الأمم الأوروبية 2020–21 ب | [ 126 ] |
| 6  | 11 أكتوبر 2020 | ملعب أوليفول، أوسلو، النرويج           | 6  | رومانيا          | 4–0   | 4–0     | دوري الأمم الأوروبية 2020–21 ب | [ 126 ] |
| 7  | 2 يونيو 2021   | ملعب لا روزاليدا، مالقة، إسبانيا       | 11 | لوكسمبورغ        | 1–0   | 1–0     | ودية                           | [ 127 ] |
| 8  | 1 سبتمبر 2021  | ملعب أوليفول، أوسلو، النرويج           | 13 | هولندا           | 1–0   | 1–1     | تصفيات كأس العالم 2022         | [ 128 ] |
| 9  | 4 سبتمبر 2021  | ملعب داوغافا، ريغا، لاتفيا             | 14 | لاتفيا           | 1–0   | 2–0     | تصفيات كأس العالم 2022         | [ 129 ] |
| 10 | 7 سبتمبر 2021  | ملعب أوليفول، أوسلو، النرويج           | 15 | جبل طارق         | 2–0   | 5–1     | تصفيات كأس العالم 2022         | [ 130 ] |
| 11 | 7 سبتمبر 2021  | ملعب أوليفول، أوسلو، النرويج           | 15 | جبل طارق         | 3–0   | 5–1     | تصفيات كأس العالم 2022         | [ 130 ] |
| 12 | 7 سبتمبر 2021  | ملعب أوليفول، أوسلو، النرويج           | 15 | جبل طارق         | 5–1   | 5–1     | تصفيات كأس العالم 2022         | [ 130 ] |
| 13 | 25 مارس 2022   | ملعب أوليفول، أوسلو، النرويج           | 16 | سلوفاكيا         | 1–0   | 2–0     | ودية                           | [ 131 ] |
| 14 | 29 مارس 2022   | ملعب أوليفول، أوسلو، النرويج           | 17 | أرمينيا          | 1–0   | 9–0     | ودية                           | [ 132 ] |
| 15 | 29 مارس 2022   | ملعب أوليفول، أوسلو، النرويج           | 17 | أرمينيا          | 5–0   | 9–0     | ودية                           | [ 132 ] |
| 16 | 2 يونيو 2022   | ملعب النجم الأحمر، بلغراد، صربيا       | 18 | صربيا            | 1–0   | 1–0     | دوري الأمم الأوروبية 2022–23   | [ 133 ] |
| 17 | 5 يونيو 2022   | فريندز أرينا، سولنا، السويد            | 19 | السويد           | 1–0   | 2–1     | دوري الأمم الأوروبية 2022–23   | [ 134 ] |
| 18 | 5 يونيو 2022   | فريندز أرينا، سولنا، السويد            | 19 | السويد           | 2–0   | 2–1     | دوري الأمم الأوروبية 2022–23   | [ 134 ] |
| 19 | 12 يونيو 2022  | ملعب أوليفول، أوسلو، النرويج           | 21 | السويد           | 1–0   | 3–2     | دوري الأمم الأوروبية 2022–23   | [ 135 ] |
| 20 | 12 يونيو 2022  | ملعب أوليفول، أوسلو، النرويج           | 21 | السويد           | 2–0   | 3–2     | دوري الأمم الأوروبية 2022–23   | [ 135 ] |
| 21 | 24 سبتمبر 2022 | ملعب ستوزيتسه، ليوبليانا، سلوفينيا     | 22 | سلوفينيا         | 1–0   | 1–2     | دوري الأمم الأوروبية 2022–23   | [ 136 ] |
| 22 | 17 يونيو 2023  | ملعب أوليفول، أوسلو، النرويج           | 24 | إسكتلندا         | 1–0   | 1–2     | تصفيات بطولة أمم أوروبا 2024   | [ 137 ] |
| 23 | 23 يونيو 2023  | ملعب أوليفول، أوسلو، النرويج           | 25 | قبرص             | 2–0   | 3–1     | تصفيات بطولة أمم أوروبا 2024   | [ 138 ] |
| 24 | 23 يونيو 2023  | ملعب أوليفول، أوسلو، النرويج           | 25 | قبرص             | 3–0   | 3–1     | تصفيات بطولة أمم أوروبا 2024   | [ 138 ] |
| 25 | 12 سبتمبر 2023 | ملعب أوليفول، أوسلو، النرويج           | 26 | جورجيا           | 1–0   | 2–1     | تصفيات بطولة أمم أوروبا 2024   |         |
| 26 | 12 أكتوبر 2023 |                                        | 27 | قبرص             | 2–0   | 4–0     | تصفيات بطولة أمم أوروبا 2024   |         |
| 27 | 12 أكتوبر 2023 | 3–0                                    | 27 | قبرص             |       | 4–0     | تصفيات بطولة أمم أوروبا 2024   |         |
| 28 | 5 يونيو 2024   | ملعب أوليفول، أوسلو، النرويج           | 32 | كوسوفو           | 1–0   | 3–0     | ودية                           |         |
| 29 | 5 يونيو 2024   | ملعب أوليفول، أوسلو، النرويج           | 32 | كوسوفو           | 2–0   | 3–0     | ودية                           |         |
| 30 | 5 يونيو 2024   | ملعب أوليفول، أوسلو، النرويج           | 32 | كوسوفو           | 3–0   | 3–0     | ودية                           |         |
| 31 | 8 يونيو 2024   |                                        | 33 | الدنمارك         | 1–2   | 1–3     | ودية                           |         |
| 32 | 9 سبتمبر 2024  | ملعب أوليفول، أوسلو، النرويج           | 35 | النمسا           | 2–1   | 2–1     | دوري الأمم الأوروبية 2024–25   |         |
| 33 | 10 أكتوبر 2024 | ملعب أوليفول، أوسلو، النرويج           | 36 | سلوفينيا         | 1–0   | 3–0     | دوري الأمم الأوروبية 2024–25   |         |
| 34 | 10 أكتوبر 2024 | ملعب أوليفول، أوسلو، النرويج           | 36 | سلوفينيا         | 3–0   | 3–0     | دوري الأمم الأوروبية 2024–25   |         |
| 35 | 14 نوفمبر 2024 |                                        | 38 | سلوفينيا         | 2–1   | 4–1     | دوري الأمم الأوروبية 2024–25   |         |
| 36 | 17 نوفمبر 2024 | ملعب أوليفول، أوسلو، النرويج           | 39 | كازاخستان        | 1–0   | 5–0     | دوري الأمم الأوروبية 2024–25   |         |
| 37 | 17 نوفمبر 2024 | ملعب أوليفول، أوسلو، النرويج           | 39 | كازاخستان        | 2–0   | 5–0     | دوري الأمم الأوروبية 2024–25   |         |
| 38 | 17 نوفمبر 2024 | ملعب أوليفول، أوسلو، النرويج           | 39 | كازاخستان        | 4–0   | 5–0     | دوري الأمم الأوروبية 2024–25   |         |

## الإنجازات
ريد بل سالزبورغ
- الدوري النمساوي: 2018–19[120]
- كأس النمسا: 2018–19[120]

بوروسيا دورتموند
- كأس ألمانيا: 2020–21[139]

مانشستر سيتي
- الدوري الإنجليزي الممتاز: 2022–23، 2023–24[3]
- كأس الاتحاد الإنجليزي: 2022–23
- درع المجتمع الإنجليزي: 2024
- دوري أبطال أوروبا: 2022–23
- كأس السوبر الأوروبي: 2023

النرويج تحت 17
- كأس سيرينكا: 2016[140]

الفردية
- جائزة أفضل لاعب في العالم : 2023[141]
- جائزة الحذاء الذهبي الأوروبي: 2022–23[96]
- أفضل لاعب في الدوري النرويجي الممتاز: 2018[24]
- لاعب العام في النمسا[الإنجليزية]: 2019[142]
- لاعب الموسم في الدوري النمساوي: 2019–20[143]
- الحذاء الذهبي لكأس العالم تحت 20 سنة: 2019[116]
- دوري أبطال أوروبا فريق النجوم الصاعدة: 2019[144]
- لاعب الموسم في الدوري الألماني: 2020–21[62]
- الدوري الألماني لاعب الشهر: يناير 2020، نوفمبر 2020،[49][145] أبريل 2021[146]
- الدوري الألماني أفضل لاعب شاب: يناير 2020، فبراير 2020[147]
- فريق الموسم في الدوري الألماني: 2020–21[148]
- فريق العام من وسائل الإعلام الرياضية الأوروبية: 2019–20[149]
- جائزة الفتى الذهبي: 2020[150]
- غولبالن: 2020[151]
- جائزة كنكسن[الإنجليزية]: 2020[152]
- جائزة أفضل رياضي في النرويج: 2020[153]
- تشكيلة الموسم لدوري أبطال أوروبا: 2020–21[154]
- جائزة أفضل مهاجم في دوري أبطال أوروبا: 2020–21[64]
- جائزة أفضل لاعب في أوروبا: 2022–23[108]

أرقام قياسية
حقَّق رقمًا قياسيًا جديدًا في كأس العالم تحت 20 سنة بعدما سجل تسعة أهداف في مباراة واحدة (النرويج 12–0 هندوراس)

## وصلات خارجية
- آرلينغ هالاند على موقع الاتحاد الدولي (مؤرشف)  (الإنجليزية)
- آرلينغ هالاند على موقع الاتحاد الأوربي (الإنجليزية)
- آرلينغ هالاند على موقع اتحاد النرويج (النرويجية)
- آرلينغ هالاند على موقع إي إس بي إن إف سي (الإنجليزية)
- آرلينغ هالاند على موقع قاعدة بيانات كرة القدم.إي يو (الإنجليزية)
- آرلينغ هالاند على موقع بيانات كرة القدم. دي إي (الألمانية)
- آرلينغ هالاند على موقع ليكيب (الفرنسية)
- آرلينغ هالاند على موقع ناشيونال فوتبول تيمز (الإنجليزية)
- آرلينغ هالاند على موقع Soccerbase.com (لاعب) (الإنجليزية)
- آرلينغ هالاند على موقع Soccerway.com (الإنجليزية)